# Estación Atemajac
Atemajac es la cuarta estación de la Línea 1 del Tren Ligero de Guadalajara en sentido norte a sur, y la décimo-séptima en sentido opuesto; está ubicada sobre Calzada del Federalismo en su cruce con Avenida de la Patria, en los límites municipales de Zapopan y Guadalajara.
El logo de la estación representa un puente sobre un arroyo en alusión a que el camellón de lo que actualmente es la Avenida Patria corre el Arroyo Atemajac, que actualmente se utiliza como desagüe y desemboca en el Río Santiago, dentro de la Barranca de Huentitán, además Atemajac era un pueblo de indígenas. 
La estación presta servicio a las colonias Atemajac del Valle (Zapopan), Santa Elena, y Observatorio.

## Puntos de interés
- Parroquia El Señor de la Ascensión.

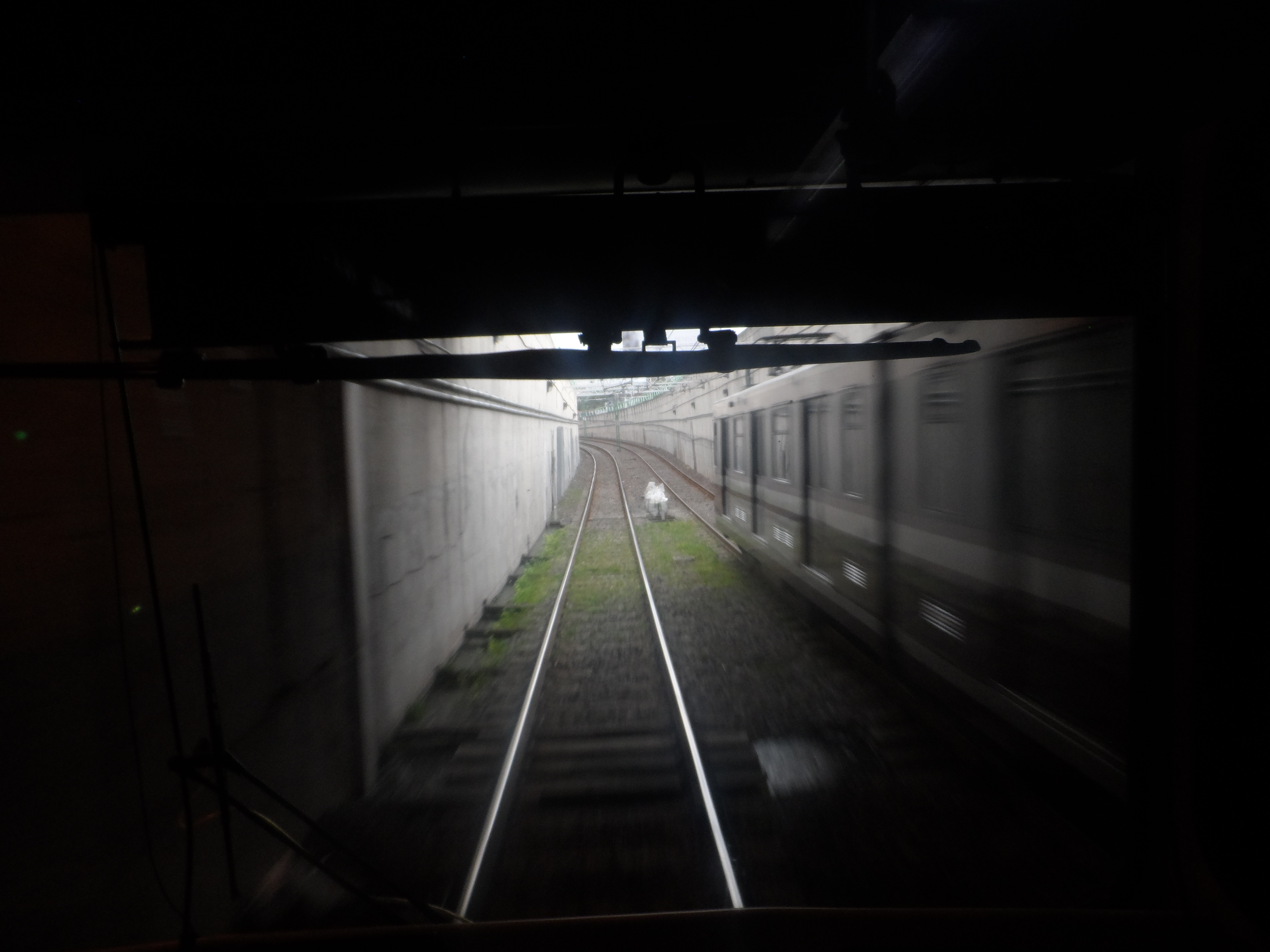
Entrada norte al segundo tramo subterráneo, cerca de la estación Atemajac.

- Centro Comercial Atemajac.
- Mercado de Atemajac.

- Datos: Q5710516